# Butzensee (Vorarlberg)
Der Butzensee ist ein natürlicher Hochgebirgssee im Gemeindegebiet der österreichischen Gemeinde Schröcken im hinteren Bregenzerwald. Auf einer Höhe von 2119 m ü. A. liegt der Kleinsee in einer Sattelmulde zwischen den Bergen Mohnenfluh, Butzenspitze und Zuger Hochlicht. Unmittelbar angrenzend an den See erhebt sich die 2542 Meter hohe Mohnenfluh. Der See weist eine Fläche von etwa 2,07 Hektar auf.